# Hadž
Hadž (tur. iz arap. حج, što znači "hodočašće") je u islamu namjera i putovanje (hodočašće) u Meku s ciljem obavljanja određenih obreda posjete Kabi, najvećem islamskom svetištu u određeno vrijeme (u posljednjem mjesecu hidžretske godine) i pod određenim uvjetima. To je peti stup islama i smatra se krunom sveg bogoštovlja u islamu. Sam put zove se hadžiluk, a hodočasnik hadžija.(ELZ)

## Hadž u Kuranu
Alah u Kuranu nalaže da je Hram (Kabu) dužan hodočastiti svatko tko je u mogućnosti:
"U njemu su znamenja očita - mjesto na kojem je stajao Ibrahim (Abraham). I onaj tko uđe u nj treba da bude siguran. Hodočastiti Hram dužan je, Alaha radi, svatko tko je u mogućnosti; a onaj tko neće da vjeruje - pa, zaista, Alah nije ovisan ni o kome." (Ali Imran, 97.)
Također, u Kuranu se spominje da je hadž bio naređen i prije Poslanika Muhameda, i to poslaniku Ibrahimu (Abrahamu):
"I kada smo kao pribježište Ibrahimu (Abrahamu) pokazali mjesto gdje je Hram, rekli smo; "Ne smatraj Nama nikoga ravnim, i očisti ovaj Hram Moj za one koji će ga obilaziti, koji će tu u blizini njegovoj stanovati, i koji će molitvu obavljati i oglasi ljudima hadž! Dolazit će ti pješice i na devama iznurenim; dolazit će ti iz mjesta dalekih, da bi koristi imali i da bi u određene dane, prilikom prinošenja žrtve, kojom ih je Alah opskrbio, Njegovo ime spominjali. Jedite meso njihovo, a nahranite i siromaha ubogog! Zatim, neka sa sebe prljavštinu uklone, neka svoje zavjete ispune i neka oko Hrama drevnog obilaze." (Al-Hadž, 26-29.)
U Kuranu, dakle, postoji cijela jedna sura (poglavlje) o hadžu koja se i zove "Al-Hadž", i koja sadrži određeni broj odredbi o obredima hadža.

## Povijest
Prema islamskom nauku, Kaba i prostor oko nje su sveti otkad postoji Zemlja i čovjek na njoj. Prvu Kabu je izgradio, po Božjem nadahnuću, sam Adem (Adam), i ona je postala prvim hramom u kome će se štovati Jedan Jedini Bog na Zemlji. Nazvana je Bejtulah (Kuća Alahova). Kasnije ju je, nakon što se srušila tijekom potopa i pala u zaborav, obnovio Ibrahim (Abraham) i Ismail (Jišmael) po Božjem naređenju. Zatim je Bog Ibrahimu naredio da utemelji prvi obred hodočašća. S vremenom su se Arapi, prema islamskim povjesničarima, udaljili od Abrahamove vjere u Jednog Boga, i počeli obožavati idole. Kabu su ispunili kipovima svojih božanstava, tako da je svako arapsko pleme imalo svoga idola u Kabi, i dolazilo ga tamo hodočastiti. Tako je bilo i u vrijeme prije Muhamedova poslanstva. Članovi plemena Kurejš, kome je i Muhamed pripadao, nadzirali su hodočašća, a zarada od tog posla ih je učinila najbogatijim i najutjecajnijim arapskim plemenom.
Nakon što je Muhamed sa svojim pristalicama iz Medine osvojio Meku, uništio idole koji su se nalazili u Kabi i ponovno je posvetio Alahu, poveo je prvo isključivo muslimansko hodočašće. To je bilo i jedino hodočašće koje je Prorok obavio u svom životu, a naziva se Oproštajni hadž. Na ovom hadžu se Prorok posljednji put obratio svim svojim sljedbenicima (kojih je tada bilo, prema predaji, oko 100 000), a tada mu je objavljen i posljednji ajet (stih) Kurana. Tada hadž postaje jedan od stupova islama, a danas ga obavljaju milijuni vjernika svake godine.

## Preduvjeti i pripreme za hodočašće
Hadž je stroga Alahova naredba (farz) koju je svaki musliman dužan obaviti, barem jednom u životu, ako stekne preduvjete za to: da bude zdravog tijela i razuma, punoljetan (što po šerijatu podrazumijeva pubertet), slobodan i da posjeduje višak materijalnih sredstava kojim može podmiriti sve troškove hodočašća. Obveza hadža nastupa čim vjernik prvi put u životu osigura višak materijalnih sredstava dostatan za sve troškove hodočašća (što podrazumijeva i da nije zadužen, te da ima osiguran stan i opskrbu za svoju obitelj dok je odsutan). Žena, pored ovih preduvjeta, mora hodočašće obaviti s mahremom, a to je njen muž ili muškarac koji se njome ne može oženiti (brat, sin i sl.) Ako žena ne može obaviti hadž s mahremom, mora ga obaviti u skupini s više drugih žena, nikako sama. Obveza hadža nastupa od trenutka kada vjernik prvi put ispuni navedene preduvjete i traje do kraja njegovog života, sve dok hadž ne obavi, čak i ako kasnije ne ispunjava neki od preduvjeta (zdravlje, materijalna sredstva i sl.) Zato bi vjernici trebali obaviti hadž čim ispune preduvjete i ne odlagati ga, jer će, prema islamskom vjerovanju, pred Bogom odgovarati za neispunjavanje ove vjerske obveze.
Ako osoba pod obvezom hadža nije u stanju da ga osobno obavi, zbog bolesti ili starosti, dužna je pronaći zamjenika (koji se naziva bedel), koji će hodočašće obaviti umjesto nje. Za zamjenika treba izabrati osobu koja je obavila hadž za sebe već jednom, i poznaje islamske propise i odredbe o hadžu.
Također, vjernici se prije odlaska na hadž, trebaju pomiriti sa svima s kojima su u zavadi, te zatražiti oprost od sviju koje su na bilo koji način uvrijedili. Smatra se lijepim postupkom i pokajanje za sve grijehe učinjene prije hodočašća, te čvrsta odluka da im se neće vratiti, ali i pisanje oporuke, jer postoji mogućnost da hodočasnik umre na hadžu.

## Obredi i propisi hadža
Hadž se sastoji od sljedećih strogo obaveznih (farz) obreda:
1. nijet - iskrena namjera da se isključivo u ime Boga obave obredi hadža, i započinjanje obreda odijevanjem hodočasničke odjeće (koja se zove ihram),
2. saj - užurbani hod između brežuljaka Safa i Merva,
3. tavaf - kružno obilaženje oko Kabe,
4. vukuf - mirno stajanje na visoravni Arafat.

Hadž se također sastoji od brojnih manje strogo obaveznih obreda (vadžib) i pobožnih djela koja je Poslanik Muhamed preporučio (sunet). Za propuštanje obreda ili nepoštivanje propisa hadža hodočasnici se moraju iskupiti prinošenjem žrtve (kurban), davanjem milostinje (fidja) ili postom, ovisno o težini prekršaja. Određeni prekršaji hadž mogu učiniti nevažećim.

### Nijet i mikati
Nijet je u islamu iskrena namjera da se u Božje ime učini bilo kakvo bogoštovno djelo, pa samim time i hadž. Početak obreda hadža određuju mikati:
1. Mikat vremena je vrijeme u kome se hodočašće obavlja: počinje početkom ševala (10. mjeseca islamskog kalendara) i traje do desete noći posljednjeg mjeseca zu al-hidže. Obredi hadža traju i tijekom najvećeg Islamskog blagdana - Kurban bajrama, koji se zbog doga naziva i Hadžili bajram.
2. Mikat mjesta je mjesto na kome hodočasnici oblače svoje posebne hodočasničke odore - ihrame. Mikata mjesta izvorno ima pet, i oni predstavljaju granice svetog prostora Meke, u koji hodočasnici ne smiju ući bez ihrama[8] Mikati mjesta su:
  - Zu al-Hulejfa za hodočasnike iz Medine,
  - Džuhfa za hodočasnike koji dolaze iz smjera Sirije,
  - Karn al-Menazil za hodočasnike koji dolaze iz smjera Nedžda,
  - Jelemlem za hodočasnike koji dolaze iz smjera Jemena i
  - Zatu Irk za hodočasnika koji dolaze iz smjera Iraka.

Ovi mikati su utemeljeni za života Poslanika Muhameda,  a kasnije je dodan šesti mikat, zvan Ibrahim Mursia, za hodočasnike iz Indije.

### Ihram
Hodočašće vjernik započinje oblačenjem ihrama na odgovarajućem mikatu. Ihram je posebna hodočasnička odora koja se sastoji od dva pravokutna ogrtača od bijele tkanine: donji (izar) i gornji (rida). Prije odijevanja u ihram, a prema praksi Poslanika Muhameda (sunet), vjernik se treba okupati i namirisati, odrezati nokte i klanjati prigodan namaz. Odijevanjem u ihram vjernik prihvata zabranu određenih djela, koja izvan hadža nisu zabranjena, a to su: skraćivanje kose, rezanje noktiju, uporaba mirisa, nošenje rukavica, lov i ubijanje divljači, uništavanje bilja, nošenje oružja, svađa, rasprava, psovanje, spolno općenje i sve što vodi tomu (strastveni pogled i dodir, poljubac i sl.) Sve navedeno je zabranjeno i ženama i muškarcima. Samo muškarcima je izričito zabranjeno i nošenje bilo kakve šivane odjeće, brijanje, te pokrivanje glave. Žene imaju i neke olakšice vezane za ihram: mogu (i moraju) pokrivati glavu (nositi hidžab), mogu nositi šivanu odjeću (koja je skromna, nije raskošna i u skladu je s islamskim propisima), ne trebaju se šišati, već samo potkratiti kosu, te ne trebaju užurbano hodati pri obredima tavaf i saj. Isključivo ženama je, međutim, zabranjeno pokrivanje lica (nošenje nikaba).
Tijekom oblačenja ihrama i obavljanja drugih obreda hadža, hodočasnici trebaju ponavljati sljedeću molitvu, koja se zove telbija:
| Lebbejkellahume, lebbejk! Lebbejke, la šerike leke, lebbejk! Innel-hamde, ven-ni'mete leke vel-mulk. La šerike lek. | Odazivam Ti se, moj Alahu, odazivam! Odazivam Ti se, Ti nemaš sudruga, odazivam! Tebi pripada svaka zahvala, samo Ti pružaš svoje blagodati i imaš apsolutnu vlast. Ti nemaš sudruga. |

### Tavaf i saj
Nakon ulaska u Meku i oblačenja ihrama, osmog dana mjeseca zu al-hidže, vjernik nastvalja hodočašće u Masdžid al-Haramu, najvećoj i najsvetijoj džamiji za muslimane, koja je izgrađena oko Kabe, a u sebi sadrži i brežuljke Safu i Mervu. Tu se obavlja prvi tavaf - kružni obilazak oko Kabe sedam puta, i taj tavaf se naziva tavaf al-kudum. Obavlja se tako što hodočasnik prvo treba da dođe do svetog crnog kamena ugrađenog u kut Kabe (koji se zove Hadžer al-Esved) i okrenuti se prema njemu. Potom kamen treba dodirnuti desnom rukom i poljubiti ga. Prilikom dodirivanja kamena treba izgovoriti Allahu ekber! (Alah je najveći!) ako ga zbog gužve ne može poljubiti, hodočasnik treba samo da ga dodirne rukom ili štapom, te motom poljubi to čime ga je dodirnuo. Ako ni to ne može, treba samo nečim pokazati u smjeru crnog kamena, ali to neće ljubiti. Potom hodočasnik počinje s obilaskom oko Kabe, sedam puta, svaki krug počinjući i završavajući kod crnog kamena. Prva tri kruga treba obići brzim hodom malim koracima, a preostala četiri hodajući normalno. Žene mogu svih sedam krugova obići normalnim hodom. Svaki put kada dođe u ravninu s crnim kamenom, hodočasnik greba ponoviti postupak dodirivanja i ljubljenja, kako je to gore navedeno. Tijekom tavafa vjernik treba slaviti Boga i upućivati Mu molitve.
Po završetku tavafa valja obaviti prigodan namaz, a potom je lijepo otići do svetog izvora Zem-zem, napiti se vode i poškropiti glavu s malo vode. Zatim treba otići do crnog kamena i po mogućnosti ga dodirnuti, i kroz odgovarajući prolaz otići do brežuljka Safa. Oba brežuljka su sada u džamiji, koja je vremenom toliko narasla, da ih je zahvatila. Po mogućnosti bi se hodočasnik trebao popeti na brežuljak Safa i tu izgovoriti prigodnu molitvu tri puta. Potom treba sići sa Safe i početi s ubrzanim hodom ka brežuljku Merva. Ovaj ubrzani hod između dva brežuljka se naziva saj, i on se također obavlja sedam puta. Žene nisu dužne brzo hodati. Mjesta početka i završetka ubrzanog hoda su obilježena zelenim svjetlima. Jedan saj je hod od jednog brežuljka do drugog, ne i nazad, tako da saj počinje i završava na Safi. Lijepo je, po mogućnosti, popeti se i na Mervu, i tijekom cijelog obreda saja slaviti Boga i upućivati mu molitve.
Hodočasnici moraju biti čisti po propisima islama (tahret) tijekom obreda tavafa, a poželjno je da budu čisti i tijekom saja, ali to nije nužno. Nakon obavljenog saja, muškarci moraju obrijati cijelu glavu (što je najpoželjnije) ili barem skratiti cijelu kosu što je više moguće. Nakon obavljanja obreda tavaf i saj, osmog dana mjeseca zu al-hidže, vjernici trebaju otići na Minu, mjesto nedaleko od Meke, gdje trebaju provesti ostatak dana i noć, obavljajući molitve i slaveći Boga.

### Stajanje na Arafatu
Nakon izlaska sunca devetog dana mjeseca zu al-hidže, dan uoči Kurban bajrama, hodočasnici kreću iz mjesta Minā, ka uzvisini Arafat, gdje se obavlja obred stajanja na Arafatu - vukuf. Ovaj dan se naziva Dan Arafata, i obilježavaju ga svi muslimani svijeta. Prije dolaska na Arafat, hodočasnici klanjaju spojeno i skraćeno podne i ikindiju namaz, u vremenu za podne namaz. Obred stajanja počinje od podneva deveti zu al-hidžea i traje do zore sljedećeg dana. Obred se sastoji od zaustavljanja na uzvisini Arafat, čije je područje obilježeno posebnim znakovima, barem na trenutak, bilo da osoba stoji, sjedi, ili jaše. Pritom se treba okrenuti u smjeru Meke (Kabe), slaviti i veličati Boga što više, te nastojati zadržati se na Arafatu što duže. Stajanje na Arafatu je neupitna obveza, te hadž bez obavljanja ovog obreda nije važeći.

### Odlazak na Muzdelifu
Kada na Dan Arafata sunce zađe, hodočasnici trebaju mirno i dostojanstveno, mnogo izgovarajući molitvu telbija, otići na Muzdelifu. Nije dozvoljeno doći prije zalaska sunca, a po dolasku se spojeno i skraćeno obavljaju dvije posljednje dnevne molitve - akšam i jacija namaz. Na Muzdelifi se hodočasnici moraju zadržati do jutra sljedećeg dana, i tu obaviti molitvu u zoru - sabah namaz. Poslije molitve se stoji na mjestu Mešar al-Haram, također uz slavljenje Boga i upućivanje molitava sve dok se dobro ne razdani. Boravak na Muzdelifi je obveza, i tko je izostavi mora prinijeti žrtvu za iskupljenje. Nakon što se razdanilo, ali prije izlaska sunca, hodočasnici kreću natrag ka mjestu Mina, putem izgovarajući molitvu telbija, i prikupljajući kamenčiće za obred koji se tamo obavlja - obred kamenovanja vraga remj al-džemerat.

### Kamenovanje vraga
Na Mini hodočasnici obavljaju obred kamenovanja vraga - remj al-džemerat. Kamenčići koji se bacaju bi trebali biti neznatno veći od graška, a bacaju se na zidove koji se tovu džemre, i simboliziraju vraga. Iz zidova se nalaze stupovi koji su se gađali do 2004. godine, kada su ih saudijske vlasti zamijenile zidovima, iz sigurnosnih razloga. Zid mora biti pogođen sedam puta, a pri svakom bacanju hodočasnik treba izgovoriti Allahu ekber! (Alah je najveći!).  Ovaj obred se obavlja na prvi dan Kurban bajrama (islamskog blagdana prinošenja žrtve). Po završetku obreda kamenovanja vraga, hodočasnici na Mini prinose svoje žrtve u vidi ovce ili deve. Žrtvovanje ovce je dovoljno za jednog hodočasnika, a za žrtvovanje deve se može udružiti njih sedam. Iako je najbolje da klanje žrtvene životinje obave hodočasnici osobno, ili da barem prisustvuju žrtvovanju, većina hodočasnika danas prije početka obreda hadža u Meki plaća vaučer, na osnovu koga se u njegovo ime žrtvovanje obavlja u centraliziranim klaonicama, te se meso pakira i šalje diljem svijeta kao humanitarna pomoć. U vrijeme ovog prvog dana Kurban bajrama, i većina ostalih muslimana u cijelom svijetu prinosi svoje žrtve. Nakon prinošenja žrtve, muškarci trebaju skratiti kosu ili obrijati glavu, što je najpoželjnije. Žene samo potkraćuju kosu.
Poslije obreda kamenovanja, žrtvovanja, i skraćivanja kose ili brijanja glave, hodočasniku postaje dozvoljeno sve što mu je bilo zabranjeno nakon što je objenuo ihram (hodočasničku odjeću), osim spolnog odnosa. Ovo se naziva prvim stupnjem skidanja ihrama (tehalu al-evel).

### Tavaf al-ifada
Obred koji slijedi nakon prvog stupnja skidanja ihrama, jeste tavaf al-ifada (poznat i kao tavaf al-zijare). To je ponovno kružno obliaženje oko Kabe sedam puta, s istim propisima kao i prvo. Ovaj tavaf je jedan od stupova hadža, i stoga je obveza, bez koje je hadž nevažeći. On se također obavlja prvog dana Kurban bajrama. Hodočasnici koji nisu zajedno s prvim tavafom obavili obred saj (užurbani hod sedam puta između brežuljaka Safa i Merva), trebaju da ga obave nakon tavaf al-ifade. Potom im postaje dozvoljen i spolni odnos (zajedno s ostalim stvarima dozvoljenim pri prvom stupnju skidanja ihrama), a ovo se naziva drugim stupnjem skidanja ihrama. Ovom prilikom je lijepo napiti se vode s izvora Zem-zem, i izgovoriti što više molitava.
Nakon svih ovih obreda prvog dana Kurban bajrama, hodočasnici se vraćaju na Minu, tamo provode noć i ostaju tri naredna dana i noći. Svakog dana poslije podne, do zalaska sunca, obavljaju obred kamenovanja na tri džemra (zida koji simboliziraju vraga). Kamenovanje dva dana je obveza, a potom se može otići s Mine, ali je lijepo ostati tri dana. Hodočasnici se zatim vraćaju u Meku, gdje po želji obavljaju i tavaf al-vida (oproštajni tavaf). Potom napuštaju Meku, i tu se obredi haža završavaju.

### Posjet Medini
Neki hodočasnici prakticiraju odlazak u posjet Medini prije ili nakon što završe obrede hadža. Tamo obilaze znamenitu Poslanikovu džamiju, u kojoj se nalazi i njegov grob. Obilaze se i grobovi ostalih članova Poslanikove obitelji i njegovih bliskih prijatelja, na groblju al-Baki. Posjećuju se i druge dvije znamenite džamije u blizini medine: Kuba džamija i Masdžid al-Kibletejn (Džamija dvije kible), kao i značajne bojišnice iz islamske povijesti:

### Umra
Umra je kraće dragovoljno hodočašće koje se može obaviti tijekom cijele godine, i sadrži znatno manje obreda od hadža. Umra se satoji od obreda odijevanja u ihram, tavafa i saja, kako je u gornjem dijelu članka opisano.

## Simbolika obreda hadža
Svi obredi hadža posjeduju osobitu simboliku, koja se temelji na životu proroka Ibrahima (Abrahama), koga i muslimani vide kao svog praoca, zatim njegove obitelji (supruge mu Hadžere (Hagare) i sina Ismaila (Jišmaela)), ali i na ljudskome životu općenito. Simbolika pojedinih dijelova i obreda hadža je kako slijedi:
- Putovanje na hadž: predstavlja ljudski život, koji je također putovanje puno poteškoća, a cilj mu je Božja milost i spasenje.
- Odijevanje u ihram: hodočasnička odjeća se sastoji od dva komada bijele tkanine i podsjeća na ćefine - komade bijelog platna u koje se umotavaju tijela pokojnika, te se tako sahranjuju, što hodočasnike treba podsjetiti na neizbježnu smrt.
- Stajanje na Arafatu: je obred koji vjernike treba podsjetiti na Sudnji dan, kada će, prema islamskom vjerovanju, svi ljudi uskrsnuti i okupiti se na jednoj beskrajnoj poljani gdje će čekati da im Alah počne suditi za djela koja su za života počinili.
- Tavaf: kružni obilazak oko Kabe treba podsjetiti vjernike na savršeni sklad Božjeg stvaranja u svemiru.
- Crni kamen: je sveti kamen uzidan u Kabu, koji je, prema predaji, spušten iz Dženeta (Raja), kao podsjetnik Ademu na mjesto iz koga je izgnan. Obred tavafa počinje od ovog kamena, a hodočasnici bi ga po mogućnosti trebali poljubiti.
- Saj: je užurbani hod između brežuljaka Safa i Merva, kao što je i Hadžera (Hagar) užurbano hodala između dva brežuljka tražeći vodu za žednog sina Ismaila (Jišmaela).
- Pijenje vode sa Zemzema: je priznavanje blagoslovljenosti izvoru koji je nastao kada je očajna Hadžera zavapila za vodom. Bog je, prema predaji, iz samilosti prema njoj, poslao meleka Džibrila (anđela Gabriela), koji je vrhom svoga krila poškakljao bebu Ismaila, a kada je dijete udarilo nožicama o pijesak, iz njega su potekle vode izvora Zemzem. Muslimani vjeruju da je voda ovog izvora sveta i da ima nebrojena ljekovita svojstva.
- Prinošenje žrtve: je obveza hodočasnicima, ali i svim imućnim muslimanima, na dan Kurban-bajrama, u spomen na proroka Ibrahima, koji je trebao, po Alahovoj naredbi kao ispit svoje vjere, žrtvovati svog prvorođenca Jišmaela (ne Izaka, kako je navedeno u Bibliji). Kada je Ibrahim odgovorio Božjoj naredbi i krenuo žrtvovati Jišmaela, Bog mu šalje crnog ovna kao zamjenu.
- Kamenovanje vraga: se obavlja na tri mjesta na kojima se Šejtan (vrag) ukazao Ibrahimu, pokušavajući ga odvratiti od žrtvovanja svoga sina. Ibrahim je tada, prema predaji, bacao kamenčiće na vraga kako bi ga otjerao od sebe.

Obredi hadža izravno su vezani za živote poslanika Ibrahima i njegove obitelji. U predajama se navodi da je Ibrahim, kada je obavljao prvi tavaf sa svojom obitelji, a tada je već bio stariji čovjek, molio Boga: "Gospodaru, primi hadž svatkom tko ga obavi u starosti!" Njegov sin prorok Ismail je molio: "Gospodaru, primi hadž svatkom tko ga obavi kao mladić!" Njegova žena Hadžera je molila: "Gospodaru, primi hadž svim ženama koje ga obave!"

## Značaj hadža
Za muslimane hadž predstavlja jedinstveno vjersko putovanje kojim se iskazuje najveći stupanj pokornosti Bogu (što je i značenje arapske riječi "muslim"). Poteškoće hodočašća vjernik svjesno prihvata nadajući se Božjoj milosti i oprostu. Hadž se u islamu smatra najvećim bogoštovnim djelom i krunom sveg bogoštovlja, jer, ako je ispravno obavljen, briše sve grijehe učinjene prije njega. O tome je Poslanik rekao:
"Tko obavi hadž radi Alaha, pa ne bude ružno govorio niti griješio, vratit će se (čist od grijeha), kao što je bio na dan kada ga je majka rodila!"
Hadž se svake godine obavlja na istome mjestu i u isto vrijeme, te se pretvorio u sveislamski skup u kojem sudjeluju milijuni muslimana iz cijelog svijeta. U to vrijeme, zabranjeni su međusobni sukobi muslimana, te politički govori i izričito se naglašava jedinstvo svih muslimana svijeta - ume. Noseći jedinstvene hodočasničke odore, među vjernicima nestaju sve razlike po rasi, naciji, bogatstvu i društvenim položajima.

## Putovanje na hadž
Kroz povijest je hadž slovio za vrlo opasno i neizvjesno putovanje, a mnogi hodočasnici su na tom putu gubili i živote. Danas se, međutim, svim pitanjima vezanim za hadž bavi Ministarstvo za hadž Kraljevine Saudijske Arabije.
Ministarstvo za hadž svake godine određuje kvotu hodočasnika koji mogu dobiti vizu za hadž za svaku zemlju. O procedurama koje prethode izdavanju viza u brinu se ustanove i organizacije u datoj zemlji, koje su za to ovlaštene od strane Ministarstva. U zemljama koje nemaju spomenute ustanove, Ministarstvo ovlast daje nekoj od dostupnih turističkih agencija, po vlastitim načelima. Ustanova nadležna za hodočašće iz Hrvatske jeste Islamska zajednica u Hrvatskoj.
Većina hodočasnika putuje u skupinama, koje su opremljene stručnim vodičima, vjerskim službenicima, pa čak i vlastitim kuharima i liječnicima. Tako, primjerice, hodočasnici iz Hrvatske putuju u skupini koju organizira Islamska zajednica u Hrvatskoj, u pratnji imama i stručnog vodiča. Većina hodočasnika koristi sredstva zračnog prometa, a nešto manji broj njih putuje autobusima i brodovima, prvenstveno zbog sigurnosnih problema u zemljama i vodama koje okružuju Arapski poluotok. Slučajevi samostalnog odlaska na hodočašće su vrlo rijetki.

## Nadzor i organiziranje
Zbog sve većeg broja hodočasnika, a samim time i incidenata tijekom hodočašća, saudijske vlasti su izvršile veliki broj izmjena na svetim mjestima koja se obilaze. Tako su ugrađene dodatne rampe za lakše kretanje hodočasnika, stupovi koji su gađani prilikom obreda kamenovanja vraga su okruženi zidovima na koje se kamenčići bacaju, te koritima za sakupljanje bačenih kamenčića. Užurbani hod između Safe i Merve se odvija u trakama, te ga reguiraju semafori. Izvor Zemzem je razveden na brojne slavine. Izgrađeni su i šatori i suncobrani za zaštitu hodočasnika od sunca i kiše. Također, brojni rituali su pojednostavljeni iz funkcionalnih, sigurnosnih i zdravstvenih razloga. Više nije potrebno dodirivati Crni kamen, dovoljno je samo pokazati na njega. Žrtve se prinose u centraliziranim klaonicama, a hodočasnici samo trebaju kupiti vaučer za svoju žrtvenu životinju. Ipak, sve ove mjere nisu u potpunosti spriječile incidente koji svake godine odnose živote hodočasnika.

## Vanjske poveznice
- Islamska zajednica u Hrvatskoj: "Hadž 2015./1435."   Arhivirana inačica izvorne stranice od 8. kolovoza 2014. (Wayback Machine)
- Službena web-stranica Ministarstva za hadž Kraljevine Saudijske Arabije (engl.)